# 三仙亭三山國王廟
三仙亭三山國王廟，又稱三仙亭、明眖廟、新街國王等，是雲林地區重要的三山國王信仰據點。
新街王爺為雲嘉地區八個鄉鎮的共同信仰，其信仰隨著時間發展，不侷限於福佬或客家族群，而是隨其神蹟分布於周圍之聚落，為閩粵共同之信仰。
廟宇主體目前為縣定古蹟。

## 沿革
「太和街」是清領時期以來的舊地名，臺灣光復後改稱「新街」。1674年三藩之乱，當時有潮州人士張忠義渡海來臺，同時恭請揭陽霖田都明貺廟三山國王隨身，後奉祀於街中自宅。當時太和街瘟疫四起，居民紛紛染疫，於是祈求三山國王，結果每求必應，百姓終得痊癒，遂由地方倡建廟宇。
1809年，由張元國、張元基兄弟，招集五十三庄善信，鳩資8500銀元興建廟宇，更遠從廣東陸豐縣雕造三山國王金身迎回奉祀，廟號「太和街三仙亭」
1907年二月地震，廟宇倒塌，信眾暫以茅屋安祀，香火仍然鼎盛。
1931年，管理人張有卿向五十三庄轄境善信募款三萬餘元，改建廟宇。
1933年廟宇完工時，由梅山鄉信徒謝有益捐獻樟木，雕刻鎮殿三山國王神像。
1996年，經內政部審查通過，成為縣定古蹟。

## 祀神
- 主祀：三山國王
- 部屬：帶旨官與指揮官、馬使爺

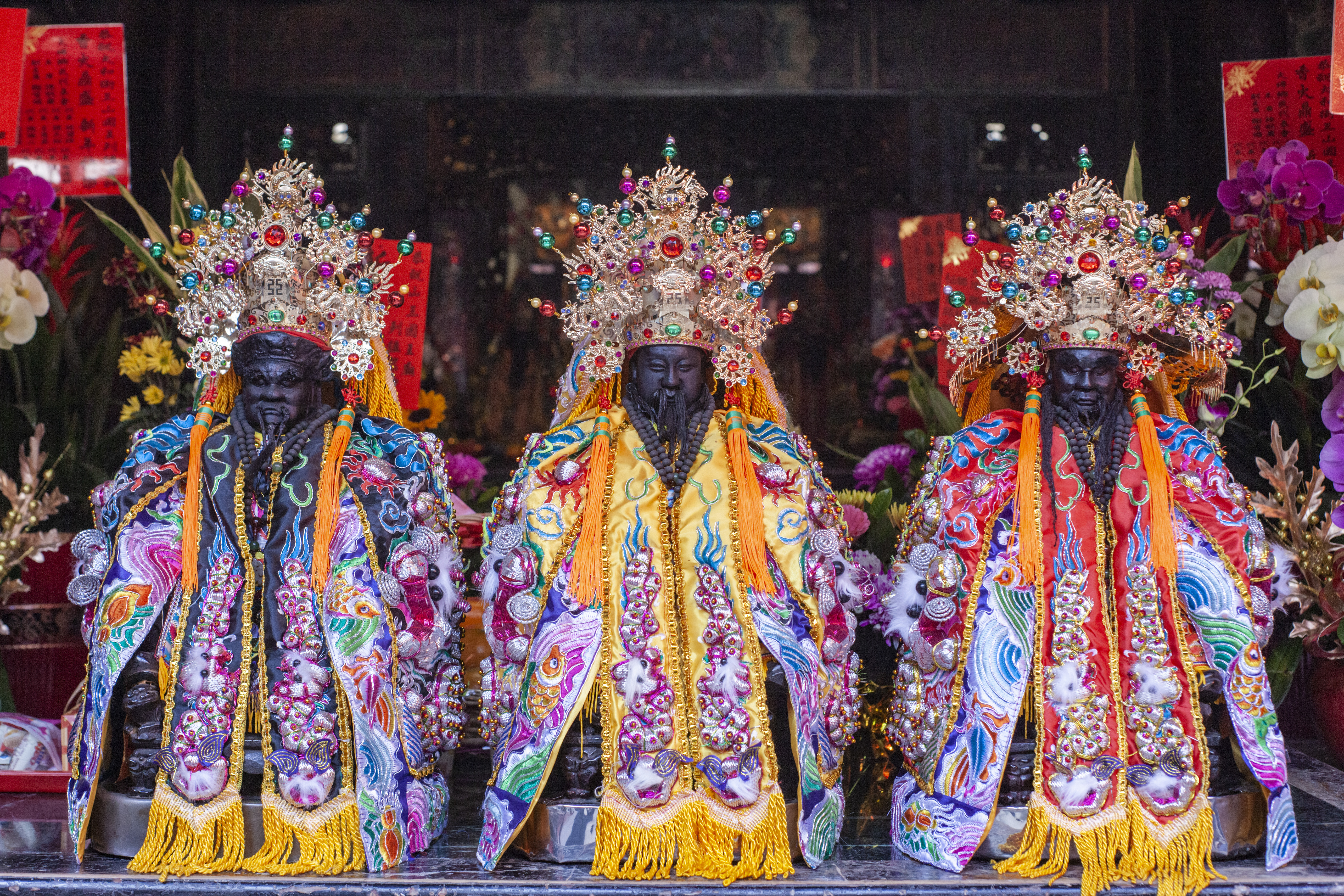
三山國王神像

- 配祀：關聖帝君、韓文公、陳林李奶夫人、註生娘娘、三山國王夫人
- 其他：百姓公：三山國王廟址原處於太和街「百姓公」落腳處，百姓公禮讓，今前殿奉祀三山國王，後殿為百姓公。[5]

## 文物
- 「熙朝柱石」匾：清嘉慶年間，仁宗御賜木匾
- 石香爐：上雕刻麒麟，為清光緒年間信徒所敬獻[6]

## 祭典
- 新街王爺普

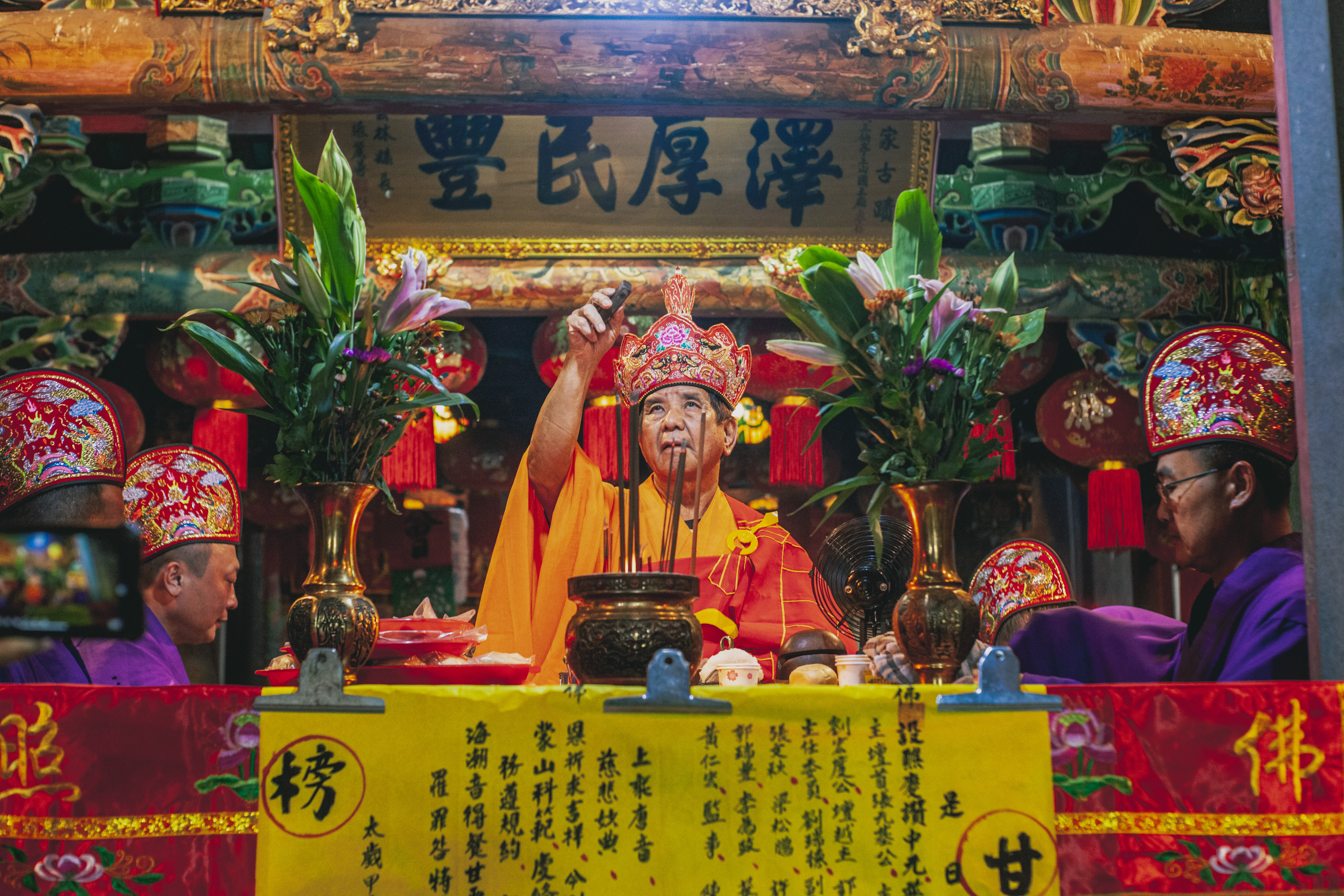
法師進行普度儀式
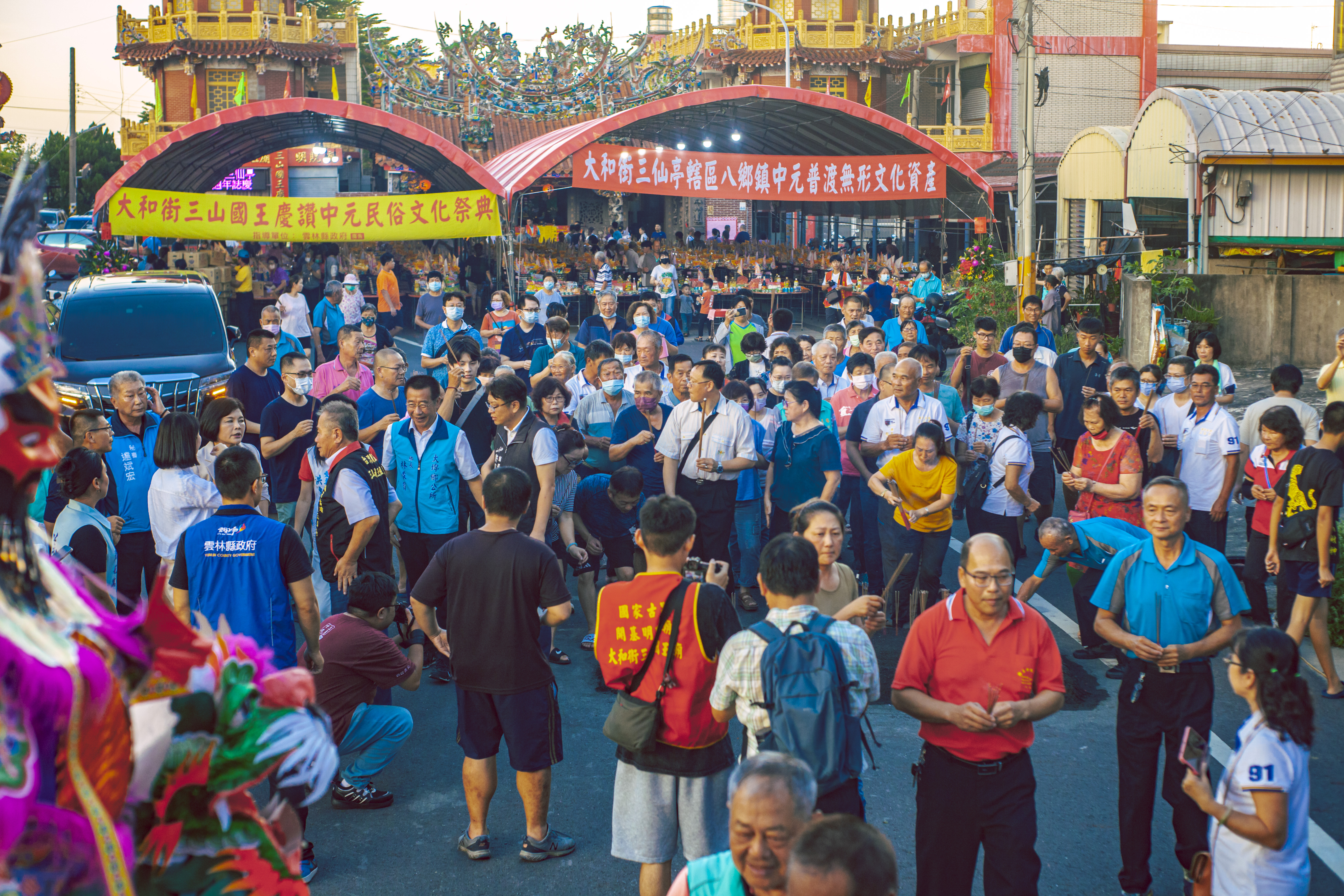
祭典場景一覽
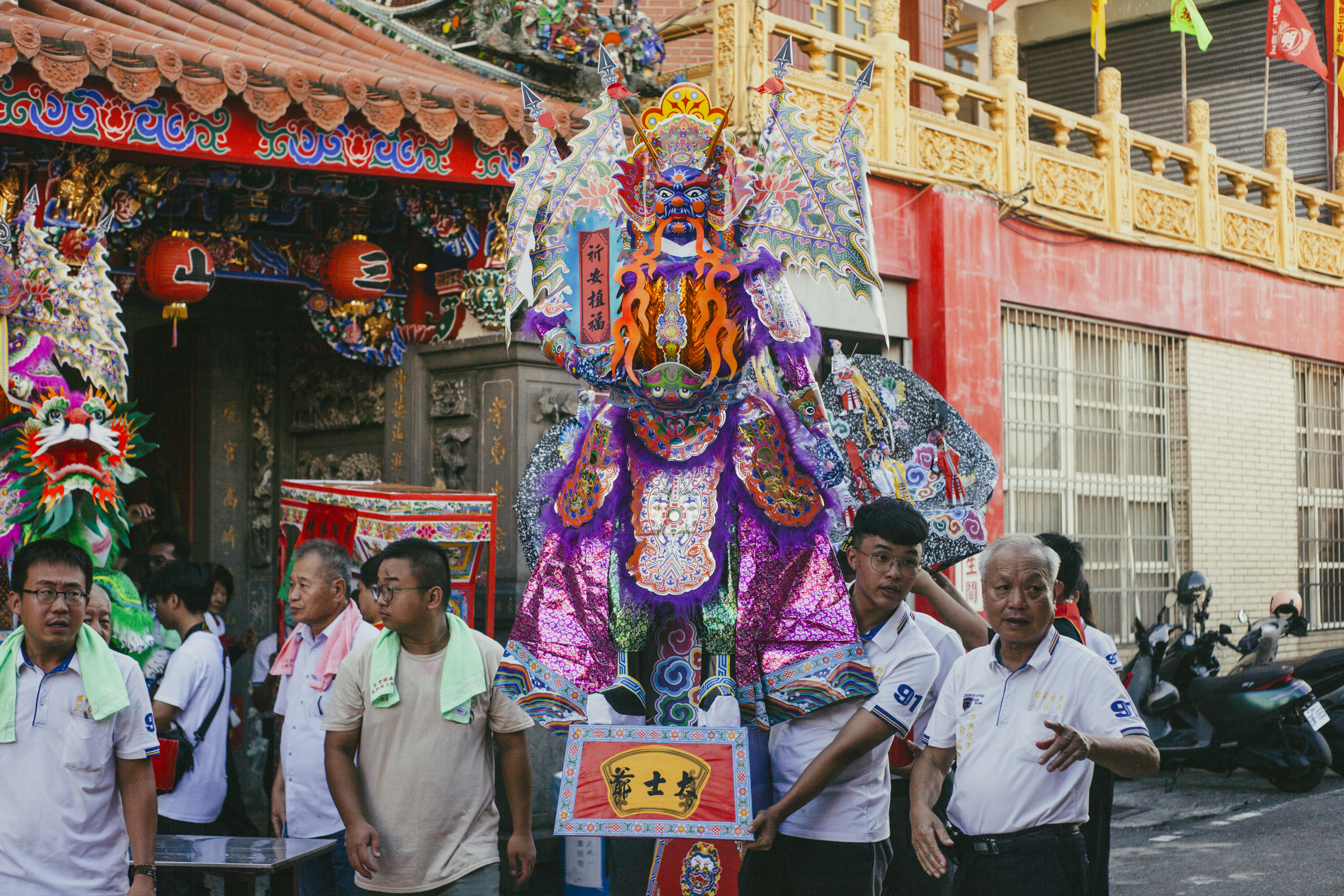
祭典所糊製的大士爺紙紮神像
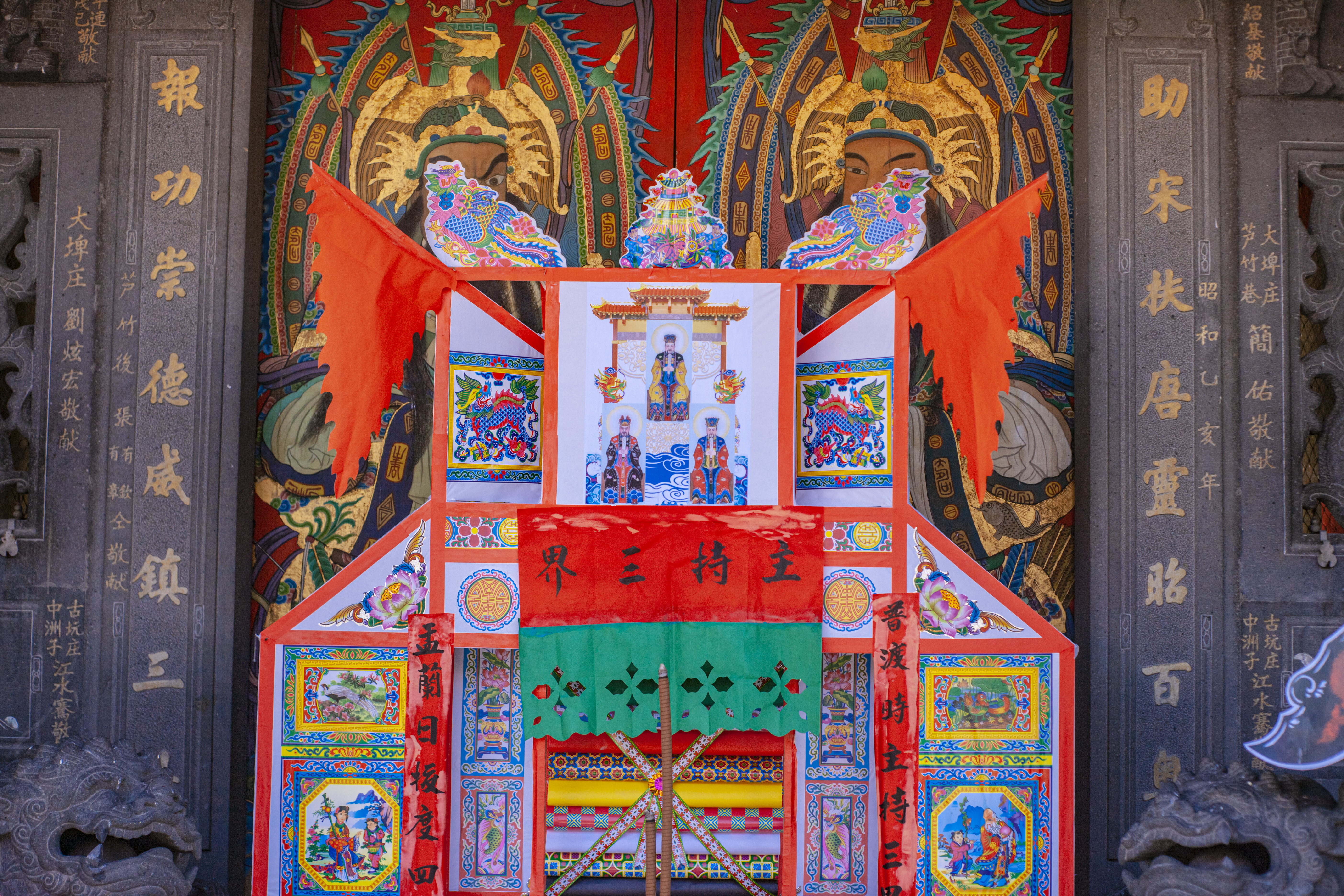
三界亭，象徵三官大帝降臨人間的暫駐所
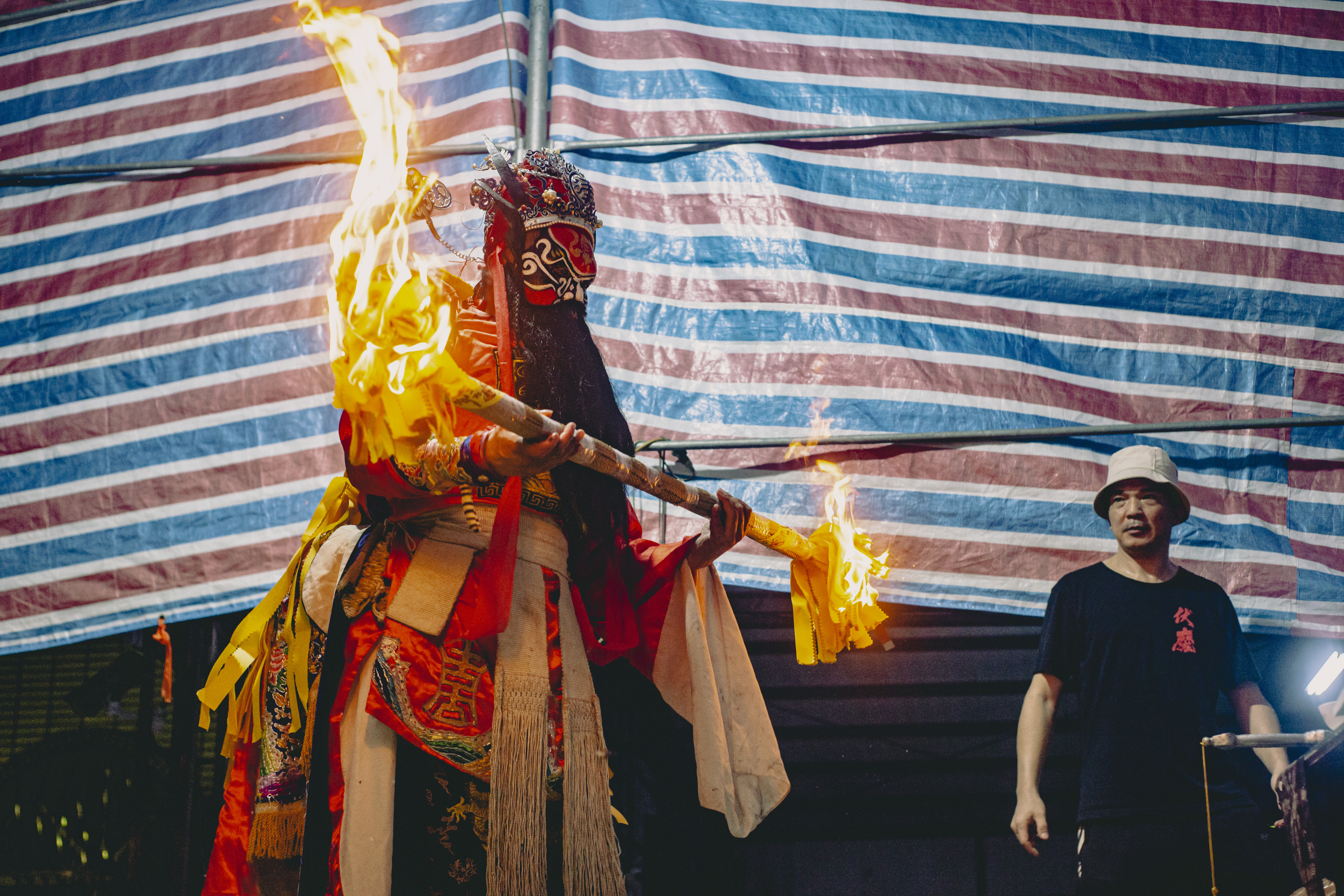
祭典尾聲由鍾馗進行「壓孤」